# 日本咀嚼学会
特定非営利活動法人日本咀嚼学会（にほんそしゃくがっかい、Japanese Society for Mastication Science and Health Promotion）とは、咀嚼システムと全身機能との関連をあきらかにすることを目的とする専門学術団体の一つである。

## 概要
1990年に設立された。会員数1,100名。2010年現在、理事長は小林義典。

## 本部事務局
- 〒170-0003 東京都豊島区駒込1-43-9　駒込TSビル3F 財団法人口腔保健協会内

## 学会誌
- 『日本咀嚼学会雑誌』年2回発刊 ISSN 0917-8090

## 大会等
| 年     | 月日           | 名称                                               | 会長     | 会場                           | テーマ                                 | 参加者数 | 備考        |
| ------ | -------------- | -------------------------------------------------- | -------- | ------------------------------ | -------------------------------------- | -------- | ----------- |
| 2009年 | 10月2日～4日   | 特定非営利活動法人日本咀嚼学会第20回記念学術大会   | 冲本公繪 | 福岡県歯科医師会館             | 人の生活を支える咀嚼学の構築を目指して |          | [ 4 ]       |
| 2010年 | 10月1日～3日   | 特定非営利活動法人日本咀嚼学会第21回総会・学術大会 | 水口俊介 | 東京医科歯科大学湯島キャンパス | ここちよい咀嚼のために                 |          | [ 5 ]       |
| 2011年 | 10月28日～30日 | 特定非営利活動法人日本咀嚼学会第22回総会・学術大会 | 田中貴信 | 愛知県産業労働センター         | [咀]や[嚼]とは異なる[咀嚼]を咀嚼する   |          | [ 6 ]       |
| 2012年 | 10月13日～14日 | 特定活動非営利法人日本咀嚼学会第23回総会・学術大会 | 越野寿   | ACU                            | 高齢者の咀嚼を再考する                 |          | [ 7 ] [ 8 ] |

## 加盟団体
- 日本歯学系学会協議会